# Tunkov
Tunkov (německy Tunkau) je zaniklá vesnice ve vojenském újezdu Hradiště v okrese Karlovy Vary v Karlovarském kraji. Stával v Doupovských horách asi pět kilometrů jihovýchodně od Okounova v nadmořské výšce okolo 625 metrů.

## Název
Název vesnice je odvozen ze jména Tomek ve významu Tomkův dvůr a z něj byl později postupně odvozen německý tvar Tunkau. V historických pramenech se objevuje ve tvarech: Tomkowa (1540), Tunkow (1542), Tunka (1644), Thuncka (1653) a Tunkau (1787).

## Historie
První písemná zmínka o Tunkově pochází z roku 1196, kdy jej vladyka Milhost z Mašťova daroval mnichům z nově založeného mašťovského kláštera. Roku 1394 vesnice patřila k okounovskému manství, ale roku 1566 byla součástí panství hradu Šumburk. Roku 1604 změnila vesnice v krátké době majitele. Nejprve ji vlastnila Markéta Boryňová, manželka Viléma Huvary z Lobenštejna, která vesnici prodala bratrům ze Šteinsdorfu. Ještě téhož roku ji od nich koupil Kryštof z Fictumu a připojil jej ke kláštereckému panství, u kterého Tunkov zůstal až do roku 1850.
Podle urbáře z roku 1649 v Tunkově žilo sedm sedláků a jeden chalupník. Zdejší poddaní museli robotovat na dvoře Šumná: 237 dní odpracovali při orbě a vláčení na polích a účastnili se žní a senoseče. Na konci osmnáctého století se robota přesunula z Šumné na dvůr Kottershof. Berní rula z roku 1654 ve vsi uvádí jednoho sedláka, šest chalupníků a tři poddané bez pozemků. Obdělávali neúrodná pole, ale hlavním způsobem obživy byl chov dobytka a práce v lesích. Jaroslav Schaller k roku 1787 ve vsi zaznamenal 24 domů (včetně osady Gottershof) a podle Johanna Gottfrieda Sommera v ní roku 1846 žilo 146 obyvatel ve 28 domech. Ve vsi bývala škola postavená vrchností. Poté, co byla roku 1833 otevřena škola v Telcově, začaly děti chodit tam a tunkovská škola zanikla.
Adresář z roku 1914 ve vsi uvádí čtyři větší zemědělské usedlosti, obchod s potravinami, obchod s máslem a hostinec. Další hostinec stál u Kottershofu, který byl oblíbeným výletním místem. Řemeslo ve vsi provozoval jen truhlář. Většina obyvatel pracovala ještě před druhou světovou válkou v zemědělství nebo lesnictví. Pěstoval se oves, brambory, pícniny a malé množství žita. Pošta pro Tunkov bývala od roku 1872 ve Žďáru a od roku 1914 v Tocově. Vesnice patřila k okounovské farnosti.
V září 1944 byl při náletu na Krušnohoří několika bombami zasažen i Tunkov, ale k vážnějším škodám nedošlo. Po vysídlení Němců ve vsi roku 1947 žilo šestnáct obyvatel. Tunkov zanikl vysídlením v důsledku zřízení vojenského újezdu během první etapy rušení sídel. Úředně byla vesnice zrušena k 15. červnu 1953.

## Přírodní poměry
Tunkov stával na rozhraní katastrálních území Doupov u Hradiště a Žďár u Hradiště v okrese Karlovy Vary, asi pět kilometrů jihovýchodně od Okounova. Nacházel se v nadmořské výšce okolo 625 metrů ve svahu údolí Bublavy. Oblast leží v severní části Doupovských hor, konkrétně v jejich okrsku Jehličenská hornatina. Půdní pokryv tvoří kambizem eutrofní.
V rámci Quittovy klasifikace podnebí Tunkov stál v chladné oblasti CH7, pro kterou jsou typické průměrné teploty −3 až −4 °C v lednu a 15–16 °C v červenci. Roční úhrn srážek dosahuje 850–1000 milimetrů, sníh zde leží 100–120 dní v roce. Mrazových dnů bývá 140–160, zatímco letních dnů jen 10–30.

## Obyvatelstvo
Při sčítání lidu v roce 1921 zde ve 35 domech žilo 199 obyvatel (z toho 99 mužů) německé národnosti a římskokatolického vyznání. Podle sčítání lidu z roku 1930 měla vesnice ve 34 domech 174 obyvatel se stejnou národnostní a náboženskou strukturou. Po roce 1945 došlo k vysídlení německého obyvatelstva a k roku 1947 se zde uvádí šestnáct stálých obyvatel.
|           | 1869 | 1880 | 1890 | 1900 | 1910 | 1921 | 1930 | 1950 |
| --------- | ---- | ---- | ---- | ---- | ---- | ---- | ---- | ---- |
| Obyvatelé | 191  | 188  | 235  | 211  | 219  | 199  | 174  | 21   |
| Domy      | 29   | 33   | 36   | 36   | 35   | 35   | 34   | 25   |

## Obecní správa
Po zrušení patrimoniální správy se Tunkov stal roku 1850 osadou obce Martinov, ale od 1. ledna 1908 od něj byl oddělen jako samostatná obec s osadou Telcov.

## Pamětihodnosti
- Kaple Panny Marie